# Bereziv Iar, Lebedîn
Bereziv Iar (în ucraineană Березів Яр) este un sat în comuna Moskovskîi Bobrîk din raionul Lebedîn, regiunea Sumî, Ucraina.

## Demografie
Componența lingvistică a localității Bereziv Iar
     Ucraineană (100%)
Conform recensământului din 2001, toată populația localității Bereziv Iar era vorbitoare de ucraineană (100%).